# ريال فضة (فلم)
ريال فضة فيلم مصري إنتاج عام 1985، من إخراج حمادة عبد الوهاب، وبطولة: أحمد مظهر، أبو بكر عزت، محيي إسماعيل، رغدة، محمد توفيق، مشيرة إسماعيل.

## قصة الفيلم
قصة العمل تناقش وتنتقد موضوع التنبؤات وقراءة الطالع وما إلى ذلك من الشعوذة والسحر، وهدف الفيلم ترسيخ فكرة ان الشعوذة بالنهاية ليس إلا وهم والفيلم يناقش الموضوع بقصة واسلوب غاية في الروعة، فبعدما يحاول محيي إسماعيل الانتحار بعد هروبه من المستشفى ينجح طبيبه احمد مظهر في ارجاعه للمشفى وتهدئته حيث كان يعاني من مرض نفسي، ومن هنا يروى للدكتور حكايته وما حصل له منذ ان آمن بفكرة الشعوذة والدجل وأصبح هاجس موجود بكل شئ في حياته إلى ان اكتشف ان كل ما صدقه بهذه الفترة جميعا لم تكن إلا وهم كاذب.

## وصلات خارجية
- صفحة الفيلم على موقع السينما